# Corallicythere
Corallicythere is een geslacht van kreeftachtigen uit de klasse van de Ostracoda (mosselkreeftjes).

## Soorten
- Corallicythere adenensis Mohammed & Keyser, 2012
- Corallicythere arcanis Behrens, 1991
- Corallicythere dianiensis Jellinek, 1993
- Corallicythere verrucosa Hartmann, 1974